# Li (Zhou-König)
Li (Chinesisch: 周厲王; Pinyin: Zhōu Lì Wáng; Wade-Giles: Chou Lih Wang) war König der chinesischen Zhou-Dynastie. Er war von 857 v. Chr. bis zu seinem Tod im Jahre 828 v. Chr. auf dem Zhou-Thron, regierte jedoch nur von etwa 857 bis 842 v. Chr.
Li war der Sohn des Königs Yi, sein persönlicher Name war Hu. Er bestieg unter dem Namen Li bereits sehr jung den Thron, nachdem sein Vater nach nur acht Jahren Herrschaftszeit gestorben war. Er gilt in der chinesischen Geschichte als schlechter Herrscher, der nicht auf den Rat der Adeligen oder anderer hörte und sich einseitig auf einen Minister namens Rong Yi Gong verließ.
Im Jahre 842 wurde Li gestürzt und musste die Zhou-Hauptstadt, nahe dem heutigen Xi’an verlassen. Sein Sohn Jing, damals noch ein Kleinkind, musste vor einem Mob, der den Palast eingeschlossen hatte, gerettet werden. Es ist unklar, ob es sich bei diesem Ereignis um einen Bauernaufstand handelte (eventuell der erste in der Geschichte des Landes) oder um eine Verschwörung des Adels. Li suchte in Zhi (彘, heutiges Huozhou nahe Linfen, Provinz Shanxi) Zuflucht. An seiner Stelle regierte 14 Jahre lang ein Regent namens Gong He. Für die Zeit Gong Hes sind in den Chroniken außer Dürren keine besonderen Ereignisse verzeichnet. Im Jahre 827 kam nach Lis Tod sein Sohn Xuan auf den Thron. Diese Vorgänge zeigen, wie schwach das Königshaus gegenüber seinen Lehensnehmern bereits war, denn die Kolonien im Ostteil des Zhou-Reiches hatten kein Interesse mehr, den König zu stützen, und waren unabhängiger gegenüber dem Königshaus geworden. Die Chroniken schreiben, „dass die Herren nicht mehr an den Königshof kamen.“
Das Jahr 842 v. Chr., die Flucht Lis nach Zhi, ist das früheste allgemein anerkannte Datum in der Geschichtsschreibung Chinas; alle Jahreszahlen davor und zahlreiche spätere Daten sind umstritten oder bedürfen einer Interpretation.